# Holiday Lakes (Ohio)
Holiday Lakes é um lugar designado pelo censo localizado no condado de Huron no estado estadounidense de Ohio. No Censo de 2010 tinha uma população de 749 habitantes e uma densidade populacional de 138,83 pessoas por km².

## Geografia
Holiday Lakes encontra-se localizado nas coordenadas 41° 05′ 46″ N, 82° 43′ 52″ O. Segundo a Departamento do Censo dos Estados Unidos, Holiday Lakes tem uma superfície total de 5.39 km², da qual 4.49 km² correspondem a terra firme e (16.8%) 0.91 km² é água.

## Demografia
Segundo o censo de 2010, tinha 749 pessoas residindo em Holiday Lakes. A densidade populacional era de 138,83 hab./km². Dos 749 habitantes, Holiday Lakes estava composto pelo 97.33% brancos, o 0.67% eram afroamericanos, o 0% eram amerindios, o 0% eram asiáticos, o 0% eram insulares do Pacífico, o 1.07% eram de outras raças e o 0.93% pertenciam a duas ou mais raças. Do total da população o 2.8% eram hispanos ou latinos de qualquer raça.